# Contrôle de redondance cyclique
Pour les articles homonymes, voir CRC.
En informatique et dans certains appareils numériques, un contrôle de redondance cyclique ou CRC (cyclic redundancy check) est un outil logiciel permettant de détecter des erreurs de transmission ou de transfert par ajout, combinaison et comparaison de données redondantes, obtenues grâce à une procédure de hachage. Ainsi, une erreur peut être signalée à l'utilisateur lors de la copie d'un support (disque dur, CD-Rom, DVD-Rom, clé USB, etc.) vers un autre support de sauvegarde. Les CRC sont utilisés depuis le début des transmissions de donnée en informatique dès les bas niveaux. Les checksums (sommes de contrôle) sont un mode de contrôle fonctionnant aussi par hachage, plus élaboré.

## Principe
Le CRC d'une trame (chaîne de donnée délimitée) est évalué (échantillonné puis calculé) avant  la transmission ou le transfert et inscrit sur quelques bits à la fin de la trame. Après transmission, il est recalculé et comparé au chiffre de fin de trame pour s’assurer que les données sont probablement identiques (probablement seulement car toutes les erreurs ne peuvent être détectées, c'est une détection statistique). Une différence conduit à une retransmission, parfois un code erreur.
Les calculs de CRC les plus utilisés sont conçus afin de pouvoir toujours détecter les erreurs de certains types, comme celles dues par exemple, aux interférences lors de la transmission.
On trouve des fonctions CRC dans différents logiciels comme ceux destinés à la sauvegarde, à la capture de données (échantillonnage) ainsi que dans les appareils et dispositifs de transmission de signaux numériques : DVB, MPEG-2 TS, DAB, etc.
Le plus simple et largement répandu dans le transfert ordinateur /machine (commande numérique par exemple) est le CRC1, le bit de parité.

## Intégrité des données
Les CRC sont spécialement conçus pour protéger contre les types d'erreurs courants sur les canaux de communication, où ils peuvent fournir une assurance rapide et raisonnable de l'intégrité des messages livrés. Cependant, ils ne conviennent pas pour protéger contre l'altération intentionnelle des données.
Premièrement, comme il n'y a pas d'authentification, un attaquant peut éditer un message et recalculer le CRC sans que la substitution ne soit détectée. Lorsqu'ils sont stockés avec les données, les CRC et les fonctions de hachage cryptographique ne protègent pas en eux-mêmes contre la modification intentionnelle des données. Toute application nécessitant une protection contre de telles attaques doit utiliser des mécanismes d'authentification cryptographique, tels que des codes d'authentification de message ou des signatures numériques (qui sont généralement basés sur des fonctions de hachage cryptographiques).
Deuxièmement, contrairement aux fonctions de hachage cryptographiques, le CRC est une fonction facilement réversible, ce qui la rend inadaptée à une utilisation dans les signatures numériques.
Troisièmement, CRC satisfait une relation similaire à celle d'une fonction linéaire (ou plus précisément, une fonction affine) :
{\displaystyle \operatorname {CRC} (x\oplus y)=\operatorname {CRC} (x)\oplus \operatorname {CRC} (y)\oplus c},
où {\displaystyle c} dépend de la longueur de {\displaystyle x} et {\displaystyle y}. Cela peut également être indiqué comme suit, où {\displaystyle x}, {\displaystyle y} et {\displaystyle z} ont la même longueur
{\displaystyle \operatorname {CRC} (x\oplus y\oplus z)=\operatorname {CRC} (x)\oplus \operatorname {CRC} (y)\oplus \operatorname {CRC} (z);}
par conséquent, même si le CRC est chiffré avec un chiffrement de flux qui utilise XOR comme opération de combinaison (ou un mode de chiffrement par bloc qui le transforme effectivement en un chiffrement de flux, tel que OFB ou CFB), le message et le CRC associé peut être manipulé sans connaître la clé de chiffrement ; c'était l'un des défauts de conception bien connus du protocole Wired Equivalent Privacy (WEP).

## Implémentation
L’opération mathématique essentielle dans le calcul d’un CRC est une division modulo 2 dont le reste représente le CRC. Les CRC sont souvent appelés abusivement checksums (sommes de contrôle), mais les sommes de contrôle proprement dites sont le résultat d'une addition. La partie principale de l’algorithme est la suivante :
```
fonction
 crc(
tableau de bits
 bitString[1..longueur], 
entier
 polynome)
{
    shiftRegister := valeur_initiale 
 // Généralement tous les bits à 0 ou 1

    
pour
 i 
de
 1 
à
 longueur
    {
        
si
 bit de poids fort de shiftRegister 
xor
 bitString[i] vaut 1
        {
            // décaler d'1 bit vers la gauche équivaut à multiplier par 2
            shiftRegister := (shiftRegister décalé d'1 bit vers la gauche) 
xor
 polynome
        }
        
sinon

        {
            shiftRegister := (shiftRegister décalé d'1 bit vers la gauche)
        }
    }
    
retourne
 shiftRegister
}
```

## Exemples d'implémentation
- (en) Implémentation de CRC-32 en JavaScript

## Évolution
Les checksums (sommes de contrôle) sont un mode de contrôle fonctionnant aussi par hachage, plus élaboré, portant sur des fichiers plus importants (transfert de fichier, image disque etc.) très visibles dans le monde Linux.
Lors du téléchargement d'une distribution Linux, le MD5sum est disponible au téléchargement à côté de l'image disque. On télécharge les deux, puis un logiciel sur le pc recalcule le MD5sum pour le comparer à l'original pour valider l'intégrité du fichier téléchargé.